# Междуконтинентална купа по футбол
Междуконтиненталната купа е футболна награда, за която играят клубните шампиони на Европа и Южна Америка. За първи път мачът се провежда през 1960 г. От 1980 до 2004 г. се провежда само в Япония и наградата се нарича още Купа Тойота. От 2005 г. мачът е заменен от Световното клубно първенство на ФИФА. През 2017 г. всички победители в турнира са официално признати за световни шампиони от ФИФА.
От 2024 г. състезанието е възстановено в нов формат. Плейоф между шампионите на Африка и Океания излъчва противник на азиатския шампион. Победителят от двубоя се среща с този между шампионите на КОНМЕБОЛ и КОНКАКАФ. Спечелилият този мач играе финал за купата с шампиона на Европа.

## Финали за Междуконтиненталната купа
- 1960 Реал Мадрид (Исп) – Пенярол (Ур) 5:1; 0:0
- 1961 Пенярол (Ур) – Бенфика (Пор) 5:0; 0:1; 2:1
- 1962 Сантош (Бр) – Бенфика (Пор) 3:2; 5:2
- 1963 Сантош (Бр) – Милан (Ит) 4:2; 2:4; 1:0
- 1964 Интер (Ит) – Индепендиенте (Арж) 2:0; 0:1; 1:0
- 1965 Интер (Ит) – Индепендиенте (Арж) 3:0; 0:0
- 1966 Пенярол (Ур) – Реал Мадрид (Исп) 2:0; 2:0
- 1967 Расинг Клуб (Арж) – Селтик (Шот) 2:1; 0:1; 1:0
- 1968 Естудиантес (Арж) – Манчестър Юнайтед (Анг) 1:0; 1:1
- 1969 Милан (Ит) – Естудиантес (Арж) 3:0; 1:2
- 1970 Фейенорд (Хол) – Естудиантес (Арж) 1:0; 2:2
- 1971 Насионал (Ур) – Панатинайкос (Гър) 2:1; 1:1 [ID 1]
- 1972 Аякс (Хол) – Индепендиенте (Арж) 3:0; 1:1
- 1973 Индепендиенте (Арж) – Ювентус (Ит) 1:0 [ID 1]
- 1974 Атлетико Мадрид (Исп) – Индепендиенте (Арж) 2:0; 0:1 [ID 1]
- 1976 Байерн Мюнхен (Гер) – Крузейро (Бр) 2:0; 0:0
- 1977 Бока Хуниорс (Арж) – Борусия Мьонхенгладбах Гер 3:0; 2:2 [ID 1]
- 1979 Олимпия (Пар) – Малмьо ФФ (Шв) 2:1; 1:0 [ID 1]
- 1980 Насионал (Ур) – Нотингам Форест (Анг) 1:0
- 1981 Фламенго (Бр) – Ливърпул (Анг) 3:0
- 1982 Пенярол (Ур) – Астън Вила (Анг) 2:0
- 1983 Гремио (Бр) – Хамбургер (Гер) 2:1 след прод.
- 1984 Индепендиенте (Арж) – Ливърпул (Анг) 1:0
- 1985 Ювентус (Ит) – Аржентинос Хуниорс (Арж) 2:2 (6:4 дузпи)
- 1986 Ривър Плейт (Арж) – Стяуа (Рум) 1:0
- 1987 Порто (Пор) – Пенярол (Ур) 2:1
- 1988 Насионал (Ур) – ПСВ Айндховен (Хол) 1:1 (2:2 прод. и 6:4 дузпи)
- 1989 Милан (Ит) – Атлетико Насионал (Кол) 1:0
- 1990 Милан (Ит) – Олимпия (Пар) 3:0
- 1991 Цървена звезда (Сър) – Коло Коло (Чил) 3:0
- 1992 Сао Пауло (Бр) – Барселона (Исп) 2:1
- 1993 Сао Пауло (Бр) – Милан (Ит) 3:2 [ID 2]
- 1994 Велес (Арж) – Милан (Ит) 2:0
- 1995 Аякс (Хол) – Гремио (Бр) 0:0 (4:3 дузпи)
- 1996 Ювентус (Ит) – Ривър Плейт (Арж) 1:0
- 1997 Борусия Дортмунд (Гер) – Крузейро (Бр) 2:0
- 1998 Реал Мадрид (Исп) – Вашку да Гама (Бр) 2:1
- 1999 Манчестър Юнайтед (Анг) – Палмейрас (Бр) 1:0
- 2000 Бока Хуниорс (Арж) – Реал Мадрид (Исп) 2:1
- 2001 Байерн Мюнхен Гер – Бока Хуниорс (Арж) 1:0
- 2002 Реал Мадрид – Олимпия (Пар)Пачука Олимпия (Пар) 2:0
- 2003 Бока Хуниорс (Арж) – Милан (Ит) 1:1 (3:1 дузпи)
- 2004 Порто (Пор) – Онсе Калдас (Кол) 0:0 (8:7 дузпи)
- 2024 Реал Мадрид (Исп) – Пачука (Мек) 3:0

1. 1 2 3 4 5  През 1971, 1973, 1974, 1977, 1979 носителите на КЕШ отказват да играят за Междуконтиненталната купа заради грубата и неспорсменстка игра на южноамериканските отбори. На тяхно място играят финалистите в турнира.
2. ↑  Отборът на Олимпик (М) е отстранен от турнира заради подкуп.

## Всички носители на Междуконтиненталната купа
- 1960: Реал Мадрид (Испания)
- 1961: Пенярол (Уругвай)
- 1962: Сантос (Бразилия)
- 1963: Сантос (Бразалия)
- 1964: Интер (Италия)
- 1965: Интер (Италия)
- 1966: Пенярол (Уругвай)
- 1967: Расинг (Аржентина)
- 1968: Естудиантес (Аржентина)
- 1969: Милан (Италия)
- 1970: Фейенорд (Холандия)
- 1971: Насионал (Уругвай)
- 1972: Аякс (Холандия)
- 1973: Индепендиенте (Аржентина)
- 1974: Атлетико Мадрид (Испания)
- 1975: не се играe мач
- 1976: Байерн Мюнхен (Германия)
- 1977: Бока Хуниорс (Аржентина)
- 1978: не се играe мач
- 1979: Олимпия (Парагвай)
- 1980: Насионал (Уругвай)
- 1981: Фламенго (Бразилия)
- 1982: Пенярол (Уругвай)
- 1983: Гремио Порто Алегре (Бразилия)
- 1984: Индепендиенте (Аржентина)
- 1985: Ювентус (Италия)
- 1986: Ривър Плейт (Аржентина)
- 1987: Порто (Португалия)
- 1988: Насионал (Уругвай)
- 1989: Милан (Италия)
- 1990: Милан (Италия)
- 1991: Цървена звезда (Югославия)
- 1992: Сао Пауло (Бразилия)
- 1993: Сао Пауло (Бразалия)
- 1994: Велес Сарсфийлд (Аржентина)
- 1995: Аякс (Холандия)
- 1996: Ювентус (Италия)
- 1997: Борусия Дортмунд (Германия)
- 1998: Реал Мадрид (Испания)
- 1999: Манчестър Юнайтед (Англия)
- 2000: Бока Хуниорс (Аржентина)
- 2001: Байерн Мюнхен (Германия)
- 2002: Реал Мадрид (Испания)
- 2003: Бока Хуниорс (Аржентина)
- 2004: Порто (Португалия)
- 2024: Реал Мадрид (Испания)

## Призьори
| Клуб (Град, Страна)       | Купи                       | Финали                     |
| ------------------------- | -------------------------- | -------------------------- |
| Реал Мадрид (Испания)     | 4 (1960, 1998, 2002, 2024) | 2 (1966, 2000)             |
| Милан (Италия)            | 3 (1969, 1989, 1990)       | 4 (1963, 1993, 1994, 2003) |
| Пенярол (Уругвай)         | 3 (1961, 1966, 1982)       | 2 (1960, 1987)             |
| Бока Хуниорс (Аржентина)  | 3 (1977, 2000, 2003)       | 1 (2001)                   |
| Насионал (Уругвай)        | 3 (1971, 1980, 1988)       | -                          |
| Индепендиенте (Аржентина) | 2 (1973, 1984)             | 3 (1964, 1965, 1972)       |
| Ювентус (Италия)          | 2 (1985, 1996)             | 1 (1973)                   |
| Сантос (Бразилия)         | 2 (1962, 1963)             | -                          |
| Интер (Италия)            | 2 (1964, 1965)             | –                          |
| Сао Пауло (Бразилия)      | 2 (1992, 1993)             | –                          |
| Аякс (Холандия)           | 2 (1972, 1995)             | –                          |
| Байерн Мюнхен (Германия)  | 2 (1976, 2001)             | –                          |
| Порто (Португалия)        | 2 (1987, 2004)             | –                          |

- По веднъж са били победители 12 отбора.
- Най-много призьори има от Аржентина: 9 купи, спечелени от 6 отбора.
- Сантос, Интер, Милан и Сао Пауло са печелили купата две години поред.
- Голмайстор на всички турнири е Пеле със 7 гола.

## Препратки
- FIFA Intercontinental Cup – Емблема на състезанието